# Styringomyia sabroskyi
Styringomyia sabroskyi är en tvåvingeart som beskrevs av Alexander 1972. Styringomyia sabroskyi ingår i släktet Styringomyia och familjen småharkrankar.
Artens utbredningsområde är Palau. Inga underarter finns listade i Catalogue of Life.